# ناثان بيلشر
ناثان بيلشر هو محامي وسياسي أمريكي، ولد في 23 يونيو 1813 في Preston, Connecticut ‏ في الولايات المتحدة، وتوفي في 2 يونيو 1891 في نيو لندن في الولايات المتحدة. نشط حزبياً في الحزب الديمقراطي. وقد انتخب عضو مجلس نواب كونيتيكت ‏ وانتخب عضو مجلس النواب الأمريكي ‏.